# The Show-Off (film, 1934)
Pour les articles homonymes, voir The Show-Off.
Pour plus de détails, voir Fiche technique et Distribution.
The Show-Off est un film américain réalisé par Charles Reisner, sorti en 1934.

## Synopsis
Un jour à la voile, J. Aubrey Piper sauve un homme de la noyade. Il surprend une remarque impressionnée d'Amy Fisher et la regarde dans le New Jersey, irritant sa famille avec sa vantardise constante mais gagnant Amy, qui l'épouse.
Humble commis de chemin de fer, Aubrey continue de se faire passer pour un homme plus important. Il dépense énormément, accumulant tellement de dettes que lui et Amy doivent emménager avec ses parents. Il se fait virer par son patron Preston pour avoir fait une offre sauvage sur un terrain, outrepassant de loin son autorité.
Amy en a marre et a l'intention de le quitter. Aubrey rencontre son frère Joe, un inventeur dont l'idée de prévention de la rouille a reçu une offre ferme de 5 000 $. Aubrey s'adresse à l'entreprise et demande à Joe d'obtenir 100 000 $ plus une participation de 50%. L'entreprise annule entièrement son offre.
Tout le monde en a marre d'Aubrey, mais soudain, Joe se précipite chez lui pour dire que l'entreprise a changé d'avis, lui offrant 50 000 $ plus 20%. Et la propriété du chemin de fer a payé aussi, alors Aubrey a offert son ancien emploi, avec une augmentation. Il sait à quel point il a eu de la chance et qu'il devrait simplement se taire, mais il ne peut tout simplement pas.

## Fiche technique
- Titre : The Show-Off
- Réalisation : Charles Reisner
- Scénario : Herman J. Mankiewicz d'après la pièce de théâtre de George Kelly
- Photographie : James Wong Howe
- Montage : William S. Gray
- Société de production : Metro-Goldwyn-Mayer
- Pays d'origine : États-Unis
- Format : Noir et blanc - 1,37:1 - Mono
- Genre : comédie
- Date de sortie : 1934

## Distribution
- Spencer Tracy : J. Aubrey Piper
- Madge Evans : Amy Fisher Piper
- Henry Wadsworth : Joe Fisher
- Lois Wilson : Clara Harling
- Grant Mitchell : Mr. 'Pa'
- Clara Blandick : Mrs. 'Ma'
- Alan Edwards : Frank Harling
- Claude Gillingwater : J.B. Preston
- William Burress : Andrew Barnabas
- Charles Lane : Mr. Weitzenkorn
- Purnell Pratt : John Preston
- Richard Tucker : Mr. Edwards
- Charles Williams : Smith
- Heinie Conklin : Passager du bateau
- Buddy Roosevelt
- Lee Phelps
- Niles Welch